# Хешт (месторождение)
Хешт — крупное нефтегазовое месторождение, находится на юге Ирана, в провинции Фарс, между гг. Казерун и Боразджан. Открыто в 2007 году.
Геологические запасы нефти на месторождении оцениваются в 1,53 млрд барр. или 243 млн тонн, извлекаемые — в 270 млн барр. или 43 млн тонн.
Оператором месторождения является иранская нефтяная компания National Iranian Central Oilfields Company. Добыча нефти в 2010 году должно составить 19,5 млн тонн в год, добыча газа 330 млн м3 в год.